# Adamantix
Adamantix, având în trecut numele Trusted Debian, a fost o distribuție a sistemului de operare Linux bazată pe Debian, destinată arhitecturilor i386.  Scopul proiectului (originar din Țările de Jos) a fost crearea unei platforme Linux operaționale care acorda o atenție sporită securității ridicate la utilizare.  Pentru atingerea acestui obiectiv erau incluse în distribuție soluții de securitate în stadiu de dezvoltate curent, cum ar fi: fișiere patch la nucleul Linux, fișiere patch la compilatoare, programe și tehnici ce au ca scop securitatea.

## Particularități
Distribuția folosea pachete de programe .deb (ca distribuția din care provenea — Debian).
Dintre soluțiile de securitate folosite două erau notabile:
- protecția împotriva atacurilor care explatează erori de programare de tip buffer overflow.  Acest tip de eroare era contracarat prin folosirea PaX (un patch pentru nucleul Linux)) și SSP (acronim Stack-smashing Protection, o tehnică de prevenire a erorilor buffer overflow)
- controlul avansat al sistemului cu ajutorul RSBAC (acronim Rule Set Based Access Control, un cadru de lucru Open Source pentru controlul accesului folosit la nucleul Linux).[2]

## Versiuni
Această distribuție nu mai este disponibilă actualmente, dezvoltarea ei fiind întreruptă.  Ultima versiune a fost Adamantix 1.0.4, care cuprindea aproape 3300 de pachete comparativ cu 1200 cât număra (aproximativ) versiunea precedentă Adamantix 1.0.3.
| Versiune        | Dată       |
| --------------- | ---------- |
| Adamantix 1.0   | 2003-04-21 |
| Adamantix 1.0.3 | 2004-03-03 |
| Adamantix 1.0.4 | 2004-08-17 |